# Солнечное затмение 30 апреля 2022 года
Солнечное затмение 30 апреля 2022 года — частное солнечное затмение 119 сароса (оно представляет собой повторение через сарос частного солнечного затмения 19 апреля 2004 года).
Затмение было видно в Южной Америке (Чили, Аргентина, юг Перу, юго-западная половина Боливии, Парагвай (кроме его востока и северо-востока), почти весь Уругвай (кроме его крайней восточной точки и её окрестностей) и очень малая часть Бразилии (район города Уругваяна вблизи границ с Аргентиной и Уругваем), а также в южной и юго-восточной зонах акватории Тихого океана, в крайней юго-западной зоне акватории Атлантического океана и на некоторых участках тихоокеанского побережья Антарктиды. Максимальная величина затмения составила 0,64 (наступит в точке с координатами 62°06′ южной широты и 71°30′ западной долготы, между южной оконечностью Южной Америки и Антарктидой).

## Затмения в городах мира
Обстоятельства видимости затмения для некоторых крупных городов:
| Город              | Первое касание (UTC) | Максимальная фаза (UTC) | Размер максимальной фазы | Последнее касание (UTC) |
| ------------------ | -------------------- | ----------------------- | ------------------------ | ----------------------- |
| Комодоро-Ривадавия | 20:05:31             | 21:15:29                | 0,5573                   | 22:19:16                |
| Консепсьон         | 20:21:01             | 21:29:23                | 0,4625                   | 22:30:59                |
| Ла-Пас             | 21:38:57             | 22:01:50                | 0,0514                   | 22:23:46                |
| Мендоса            | 20:36:50             | 21:38:29                | 0,3882                   | 22:34:14                |
| Пунта-Аренас       | 19:46:39             | 20:59:34                | 0,6167                   | 22:06:38                |
| Сантьяго           | 20:33:02             | 21:36:39                | 0,4046                   | 22:34:04                |

* — для данных городов заход солнца произойдёт раньше теоретического окончания затмения

## Изображения
Анимация хода затмения